# Peulakan Tunong
Peulakan Tunong is een bestuurslaag in het regentschap Pidie Jaya van de provincie Atjeh, Indonesië. Peulakan Tunong telt 304 inwoners (volkstelling 2010).